# Krasica (Buje)
Pour les articles homonymes, voir Krasica.
Krasica (en italien : Crasizza) est une localité de Croatie située en Istrie, dans la municipalité de Buje, dans le comitat d'Istrie. En 2001, la localité comptait 152 habitants.

## Démographie
| 1948 | 1953 | 1961 | 1971 | 1981 | 1991 | 2001 |
| ---- | ---- | ---- | ---- | ---- | ---- | ---- |
| 634  | 429  | 395  | 236  | 210  | 172  | 152  |